# Aek Haruya
Aek Haruya is een bestuurslaag in het regentschap Padang Lawas Utara van de provincie Noord-Sumatra, Indonesië. Aek Haruya telt 1387 inwoners (volkstelling 2010).